# Благота Гардашевић
Благота Гардашевић (1908—1993) био је декан и професор на Православном богословском факултету. Предавао је канонско и црквено право.

## Живот

### Школовање
Благота Гардашевић је рођен 7. марта 1908. године у Ублима, општина чевска, срез цетињски у Црној Гори, од оца Мата Гардашевића и мајке Стане рођене Вујовић. Крштен је 13. марта исте године у цркви Светог Архангела Михајла у Ублима. Основну школу је завршио у родном месту, а средњу у Даниловом граду.
Уписао је учитељску школу коју је напустио, а школовање је наставио у богословији Свети Петар Цетињски у Цетињу, коју је успешно завршио 1930. године. Исте године у септембру уписао је Православни богословски факултет Универзитета у Београду и одмах по упису одлази на одслужење војног рока. По повратку из војске 1931. године, отпочео је са богословским студијама.
Дипломирао је у марту 1935. године са просечном оценом 7,14. Резултат који је постигао током основних студија у директној је вези са материјалном оскудицом и немаштином у којој је живео по доласку у Београд. Свој положај је покушао да побољша „продајом млека и радом по многим установама ради издржавања”. Доласком у Београд 1931. године, почео је да ради као канцеларијски надничар - дневничар. Због учешћа у неким демонстрацијама, био је ухапшен и у децембру исте године добија отказ, а додатна санкција му је била протеривање из Београда у Цетиње. После неколико недеља прогонства, санкција је укинута, вратио се у Београд, на свој дотадашњи посао и остаје све до јуна 1932. године. У јуну напушта посао и проналази запослење у студенској задрузи Самопомоћ, чији су се чланови поред осталог бавили и разношењем млека.
После годину дана ради у задрузи, отишао је на место администратора и в. д. уредника Службеног листа. После девет месеци овај лист престаје да излази, па се у априлу 1934. године враћа разношењу млека, и овим послом се бави све до јануара 1935. године, што се временски поклапа са завршетком његових студија.

### Рад на факултету
За асистента приправника при библиотеци Православног богословског факултета, изабран је одмах од стране Ректора Универзитета у Београду. Докторирао је на факултету 16. марта 1946. тезом Хришћанско право азила у Византији (у вези са милостивом интервенцијом), а промовисан је у доктора Богословских наука Универзитета у Београду 18. марта исте године. За доцента за предмет Црквено право, изабран је 1947. године. Крајем 1952. године, одлуком Светог архијерејског синода Гардашевић је изабран за ванредног професора Богословског факултета СПЦ уз обавезујући услов да у наредне две године прими рукоположење за ђакона.
У ђакона је рукоположен 1954. у септембру, а осам година касније, 18. октобра 1962. у свештенички чин га је рукоположио патријарх Герман. У звање редовног професора Богословског факултета СПЦ, изабран је 12. јуна 1973. године, на седници Савета Богословског факултета, међутим овај избор није потврдио синод СПЦ. Радио је на факултету све до почетка зимског семестра у октобру 1991. године. У више наврата је биран за декана и продекана Богословског факултета. Такође је био и уредник часописа Богословље од 1972. године до 1974. године.

### Породица и смрт
Од 1935. године био је ожењен Аницом рођеном Каначки из Вршца. Имали су двоје деце, Драгаша и Олгу. Професор Благота Гардашевић се упокојио у августу 1993. године. Сахрањен је на Новом Гробљу.

## Радови
Важни радови:
- Улога хришћанских општина у организацији Цркве, Београд, 1950.
- Црква као правна институција, Београд, 1951.
- Црквена казна над убицама у Византији, Београд, 1951.
- Писац најстаријег уџбеника црквеног права (Јевтимије или Евгеније Јовановић?), Београд, 1954.
- Сергије Троицки као црквеноправни  писац, Београд, 1968.
- Положај жене у Цркви, Београд, 1983.